# Arnaldo Nazareno
Arnaldo Geovanny Nazareno Caicedo (Machala, 13 de enero de 1983-Machala, 14 de agosto de 2024) fue un futbolista ecuatoriano, conocido popularmente como Don Gua.

## Primeros años
Nació en Machala, Ecuador, el 13 de enero de 1983, fue el quinto de ocho hermanos, de padres esmeraldeños, Moisés Nazareno y María Ligia Caicedo.

## Carrera
Como futbolista profesional, formó parte de los clubes de fútbol Audaz Octubrino, Deportivo Cuenca, Santa Rosa FC, Esmeraldas Petrolero, Fuerza Amarilla, Parma, Cantera del Jubones y Deportivo Bolívar.
Fue conocido por su estilo de juego temperamental, lo que le ocasionó amonestaciones y expulsiones seguidas de tarjetas amarillas y rojas.
También fue muy conocido en el fútbol barrial de Machala, donde formó parte de los clubes Cotecna, Amigos de Pucheros, 10 de Septiembre y Los Amigos de Puerto Bolívar.
En 2023, fue candidato en las elecciones a concejal de Machala por el movimiento Amor, Fe y Esperanza, liderado por el asambleísta de El Oro Carlos Rodríguez.

## Fallecimiento
Fue asesinado en su casa de Machala, Ecuador, el 14 de agosto de 2024, al recibir doce disparos de bala por individuos en una motocicleta, cuando se encontraba a diez metros de su casa, al regresar de pasear a su perro. Uno de los asesinos se bajo del vehículo y le disparó a quemarropa y huyendo a bordo de la motocicleta con rumbo desconocido. Se desconocen los asesinos.